# Балтиморо-Вашингтонская агломерация

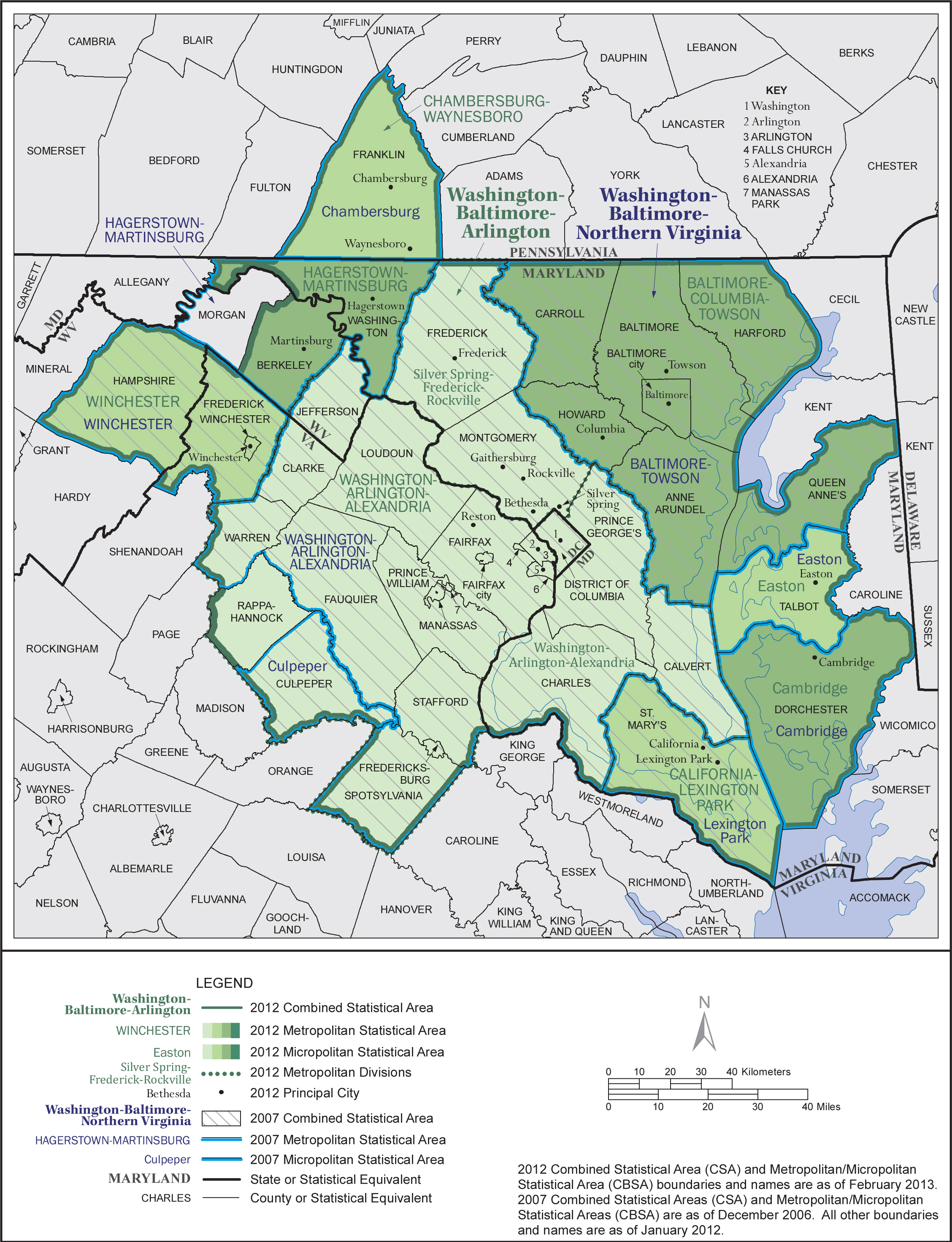
Карта нынешней объединенной статистической зоны: Washington-Baltimore-Arlington, DC-MD-VA-WV-PA, обозначенной OMB.

Балтиморо-Вашингтонская агломерация англ. Baltimore-Washington Metropolitan Area, также Washington-Baltimore-Northern Virginia, DC-MD-VA-WV CSA — статистический регион (англ. Combined Statistical Area) объединяющий Вашингтонскую агломерацию и город Балтимор в штате Мэриленд. Этот регион включает в себя центральный Мэриленд, несколько округов Северной Виргинии, три округа Восточной части Западной Виргинии, и один округ Франклин штата Пенсильвания.
Балтиморско-Вашингтонский метрополитенский ареал это наиболее образованный, самый высокодоходный и четвёртый по населению статистический регион США.